# 城市與鄉村 (佛羅里達州)
城市與鄉村（英語：Town 'n' Country）是位於美國佛羅里達州希爾斯波羅縣的一個人口普查指定地區。

## 地理
城市與鄉村的座標為28°00′37″N 82°34′22″W / 28.01028°N 82.57278°W，而該地最高點為海拔高度2米（即6英尺）。

## 人口
根據2010年美國人口普查的數據，城市與鄉村的面積為62.50平方千米，當中陸地面積為57.30平方千米，而水域面積為5.20平方千米。當地共有人口78442人，而人口密度為每平方千米1,255人。